# 6380 Ґардел
6380 Ґардел (6380 Gardel) — астероїд головного поясу, відкритий 10 лютого 1988 року.
Тіссеранів параметр щодо Юпітера — 3,598.